# Per-Arne Berglund
Pour les articles homonymes, voir Berglund.
Per-Arne Berglund (né le 20 janvier 1927 à Örebro et mort le 6 janvier 2002 dans la même ville) est un athlète suédois, spécialiste du lancer du javelot.

## Carrière
Per-Arne Berglund se classe dixième du concours de lancer du javelot aux Jeux olympiques de 1948 à Londres et aux Jeux olympiques de 1952 à Helsinki.
Lors des Championnats d'Europe de 1950 à Bruxelles, il remporte la médaille d'argent avec un lancer à 70,06 m, derrière le Finlandais Toivo Hyytiäinen.